# سیارک ۶۳۹۲
سیارک ۶۳۹۲ (به انگلیسی: 6392 Takashimizuno، نامگذاری:1990HR) شش هزار و سیصد و نود و دومین سیارک کشف شده‌است که در ۲۹ آوریل ۱۹۹۰ کشف شد.
قدر مطلق سیارک برابر ۱۱٫۰۰ است.